# Marsabit
|                       | Jan  | Feb  | Mär  | Apr  | Mai  | Jun  | Jul  | Aug  | Sep  | Okt  | Nov  | Dez  |   |      |
| Mittl. Tagesmax. (°C) | 25,0 | 25,7 | 25,7 | 24,9 | 24,8 | 24,4 | 23,8 | 24,1 | 25,1 | 25,2 | 23,8 | 24,2 | ⌀ | 24,7 |
| Mittl. Tagesmin. (°C) | 15,7 | 15,9 | 16,2 | 16,7 | 16,1 | 14,6 | 13,8 | 13,5 | 14,0 | 15,4 | 16,0 | 15,9 | ⌀ | 15,3 |
|                       |      |      |      |      |      |      |      |      |      |      |      |      |   |      |
| Niederschlag (mm)     | 92   | 60   | 91   | 149  | 54   | 14   | 17   | 8    | 9    | 62   | 91   | 46   | Σ | 693  |
|                       |      |      |      |      |      |      |      |      |      |      |      |      |   |      |
| Regentage (d)         | 6    | 3    | 7    | 9    | 5    | 4    | 3    | 4    | 2    | 6    | 9    | 6    | Σ | 64   |

| 15,7 |

| 15,9 |

| 16,2 |

| 16,7 |

| 16,1 |

| 14,6 |

| 13,8 |

| 13,5 |

| 14,0 |

| 15,4 |

| 16,0 |

| 15,9 |

| 15,7 |

| 15,9 |

| 16,2 |

| 16,7 |

| 16,1 |

| 14,6 |

| 13,8 |

| 13,5 |

| 14,0 |

| 15,4 |

| 16,0 |

| 15,9 |

Marsabit ist die Hauptstadt des Marsabit Countys im ländlich geprägten und dünn besiedelten Norden Kenias.

## Geographie

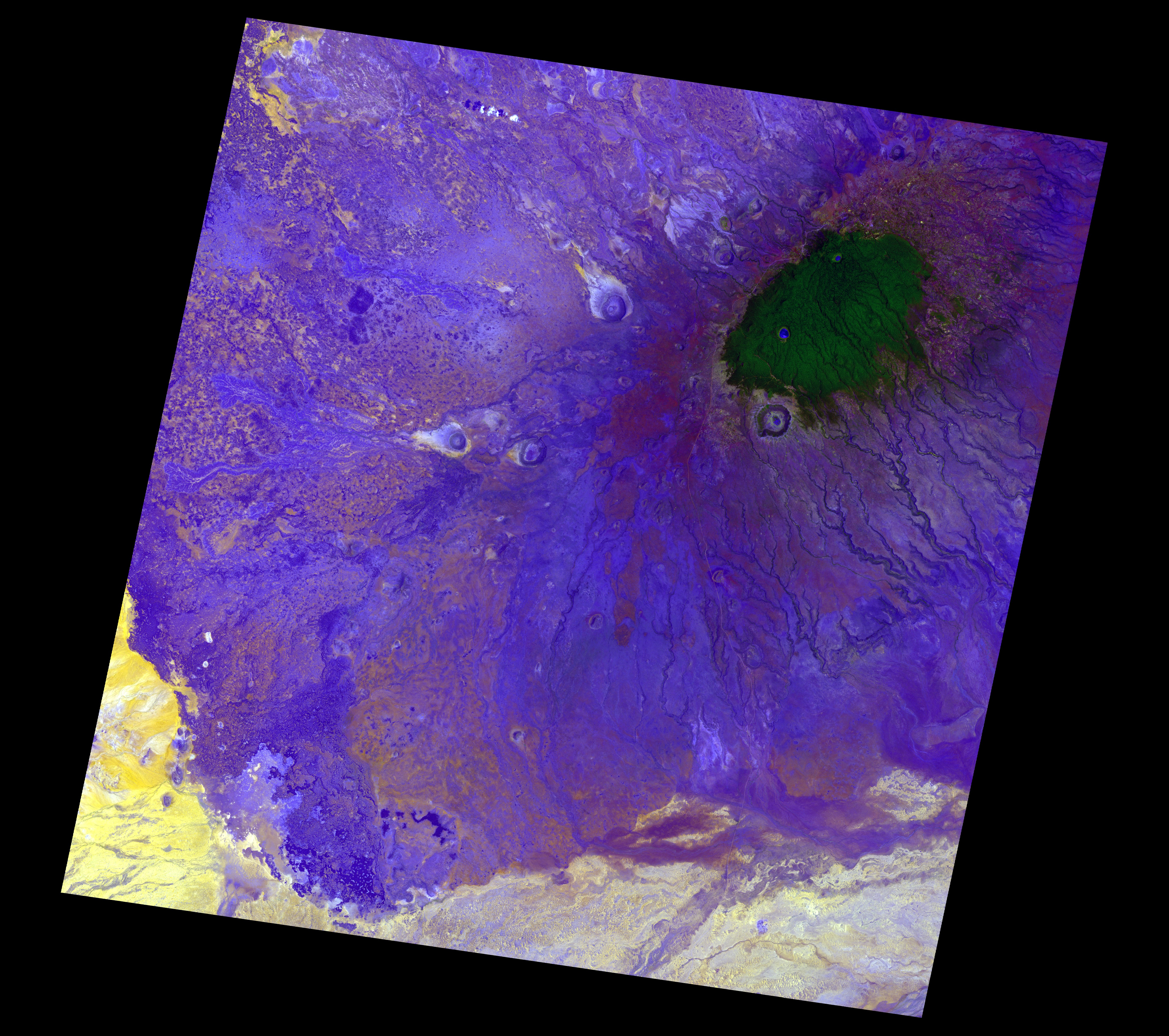
Mount Marsabit, Satellitenaufnahme

Marsabit liegt am Mount Marsabit, einem großen Inselberg vulkanischen Ursprungs, der aus der auf rund 400 m Höhe liegenden Halbwüste bis auf eine Höhe von 1700 m aufragt. Im Gegensatz zur Umgebung ist der Berg bewaldet und für Ackerbau geeignet.

## Geschichte

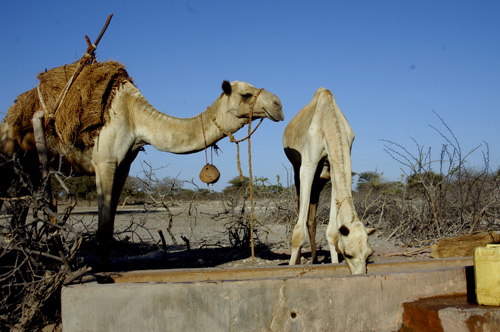
Kamele in Marsabit

Über feste Siedlungen vor 1900 an der Stelle des heutigen Ortes ist nichts bekannt. Die in jüngerer Zeit in der Region lebenden Volksgruppen der Rendille, Borana, Gabbra und Samburu lebten bis um 1900 als nomadische Viehzüchter, manche von ihnen suchten das Gebiet des heutigen Marsabit nur in der Trockenzeit oder bei Dürre auf. Sie kannten den Berg unter dem Namen Saaku.
Erst Anfang des 20. Jahrhunderts etablierten die kurzlebige Boma Trading Company (1907–1909) und dann die britische Kolonialverwaltung eine dauerhafte Präsenz am Mount Marsabit. Als der Northern Frontier District, zu dem der Distrikt Marsabit damals gehörte, 1921 unter Militärverwaltung der Kings African Rifles gestellt wurde, wurde der Distrikt nach den Gabbra zeitweilig in Gabra District umbenannt. 1925 kehrte man wieder zur zivilen Verwaltung zurück. 1931 lebten 262 Personen in der Ansiedlung, hauptsächlich Polizisten, Verwaltungsbeamte sowie einige indische und somalische Geschäftsleute. Nach 1931 wurden Bauern von den Burji und Konso aus Moyale angeworben, um Nahrungsmittel vor Ort anzubauen. Mit ihnen stieg die Einwohnerzahl bis 1935 auf 664. Die Niederlassung von Angehörigen der direkt benachbarten Hirtenvölker versuchte die Verwaltung hingegen eher zu vermeiden, um eine Überweidung und eine Übernutzung der Wasservorkommen zu verhindern. Rendille, Borana und Gabbra waren nur willkommen, wenn sie Bauern wurden und nur eine bestimmte Anzahl von Tieren mitbrachten. Der Name Marsabit soll vom amharischen Marsa-beit, „Haus des Marsa“, hergeleitet sein.

## Demografie
Die Bevölkerung des Distrikts Marsabit wurde 1929 auf 10.399 geschätzt, wovon gerade 2 % im Ort Marsabit ansässig waren. Trotz der restriktiven Politik der Kolonialregierung lebten 1958 bereits 2038 Menschen sesshaft am Mount Marsabit, rund 7 % der Distriktbevölkerung. Bis 1969 – bereits nach der Unabhängigkeit Kenias – hatte sich die Einwohnerzahl verdreifacht. In den 1960er Jahren lebten rund 10 % der Distriktbevölkerung am Mount Marsabit, in den 1970er Jahren waren dies 15 %, in den 1980er Jahren 21 % und in den 1990er Jahren weiterhin um die 21 %. Dieser Zuwachs hängt mit Dürren in den 1970er Jahren zusammen, die zu großen Viehverlusten führten und Viehzüchter dazu bewogen, sich niederzulassen. Des Weiteren kamen Zuwanderer aus dem nördlichen Nachbarland Äthiopien, die ebenfalls von der Dürre sowie von politischen Unruhen und Bürgerkrieg betroffen waren. Zum Teil unterstützten humanitäre Organisationen die Niederlassung dieser Menschen in Dörfern. Die Fertigstellung der Straßenverbindung von Nairobi nach Addis Abeba beschleunigte das Wachstum von Marsabit weiter.
2005 lebten rund 30.000 Menschen im Ort Marsabit und den umliegenden Dörfern am Berg. An der Südseite des Berges leben vor allem Rendille und Samburu, an der Nordseite eine heterogenere Bevölkerung von Borana, Gabbra, Waata, Konso, Burji, Sakuye, Garre und Sidama. In der Stadt lassen sich zunehmend auch Kenianer aus anderen Landesteilen nieder, etwa als Mitarbeiter internationaler Organisationen, die in der Region Entwicklungshilfe leisten. Der Berg ist zum Teil als Marsabit-Nationalpark unter Schutz gestellt.

## Bildergalerie

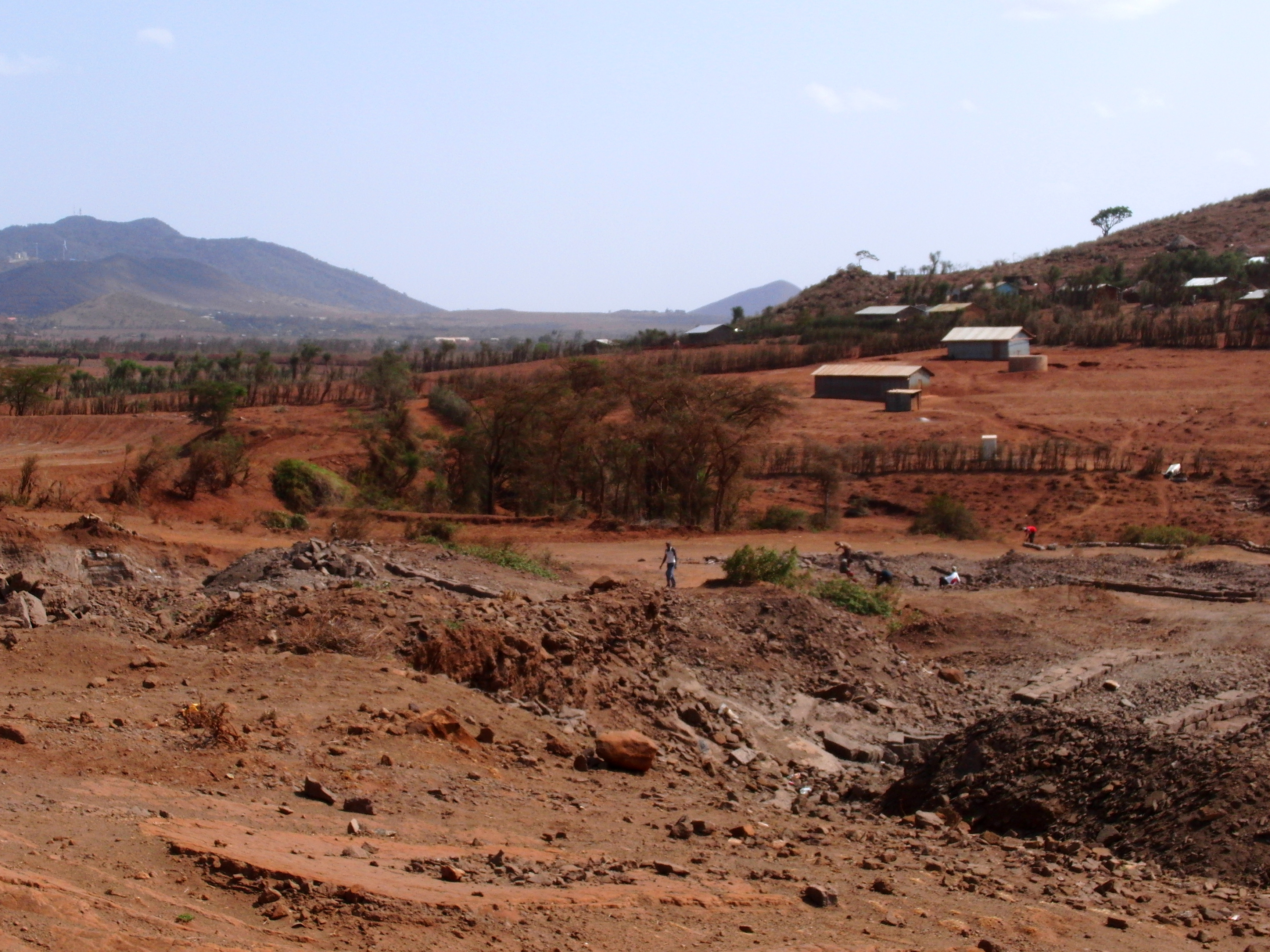
Ein nahe gelegener Steinbruch
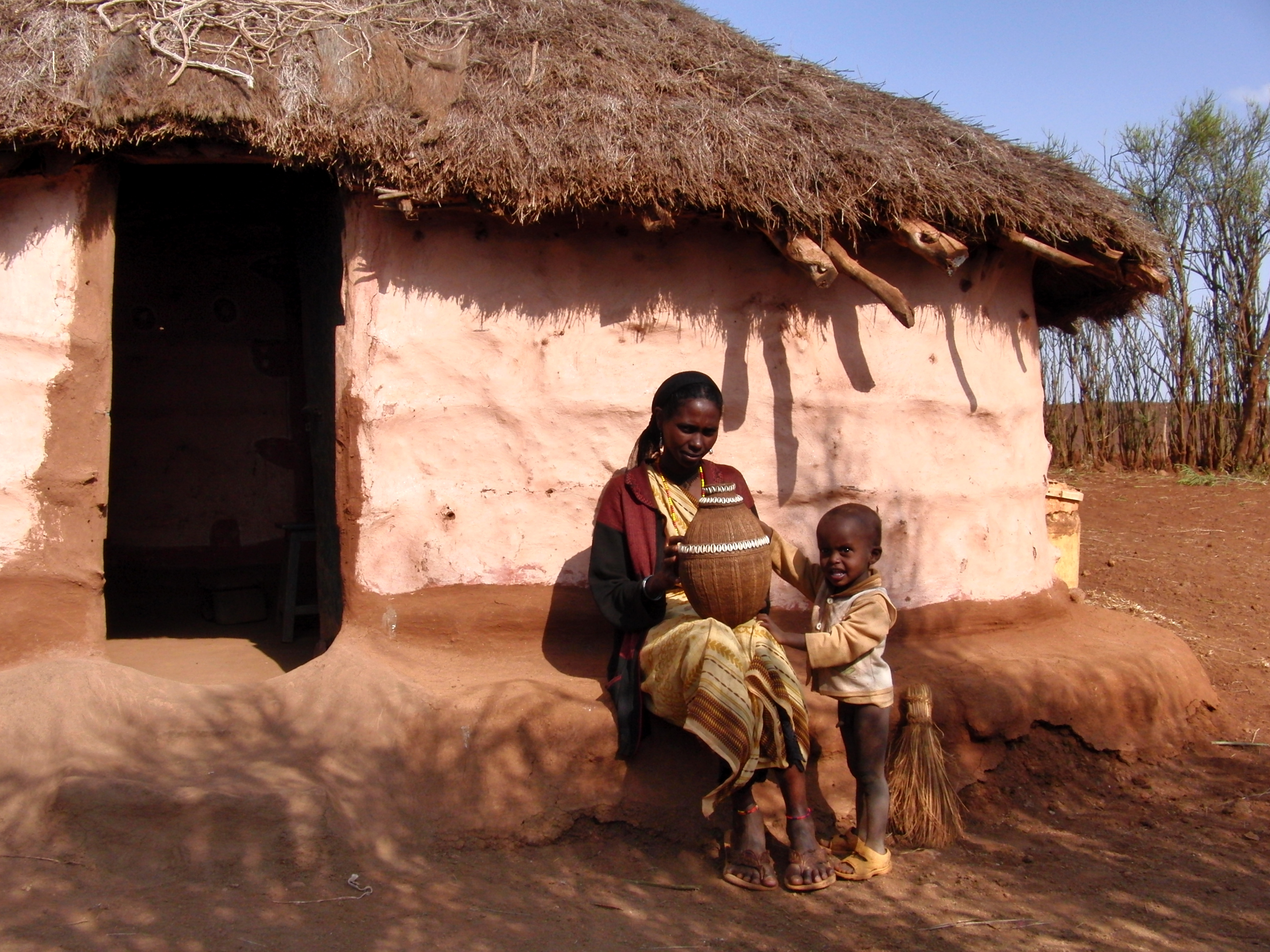
Lehmhütte in einer kleinen Siedlung nahe Marsabit